# SIKON ISAF 12
SIKON ISAF 12 je bil dvanajsti kontingent Slovenske vojske, ki je deloval v sklopu ISAFa v Afganistanu. Kontingent je bil nastanjen v bazi Arena v Heratu.

## Organizacija in oprema
Kontingent je sestavljalo 67 pripadnikov Slovenske vojske.